# Лук Купидона
«Лук Купидона» (пол. Łuk Erosa) — польский художественный фильм, историческая драма 1987 года.
Снят по мотивам повести польского писателя Юлиуша Каден-Бандровского.

## Сюжет
Начало Первой мировой войны. Здзих Меховский отправился на фронт, а его жена Марыська осталась сама в Кракове. Она помогает раненым и участвует в сборах пожертвований. Люди её уважают. Однако когда разошлись слухи о смерти её мужа, все начинают использовать Марысю. Горничная заняла квартиру. Знакомые мужчины требуют интимных услуг. В конце концов, Марыська начинает петь в кабаре. Неожиданно с войны возвращается её муж, который считает, что Марыська его опозорила…

## В ролях
- Гражина Треля
- Ежи Штур
- Хенрик Биста
- Олаф Любашенко
- Януш Михаловский
- Пётр Махалица
- Анна Майхер
- Эльжбета Каркошка
- Збигнев Юзефович
- Леон Немчик
- Мария Пробош
- Эдвард Жентара
- Моника Немчик и др.